# Caneggio
Caneggio est une localité et une ancienne commune suisse du canton du Tessin.

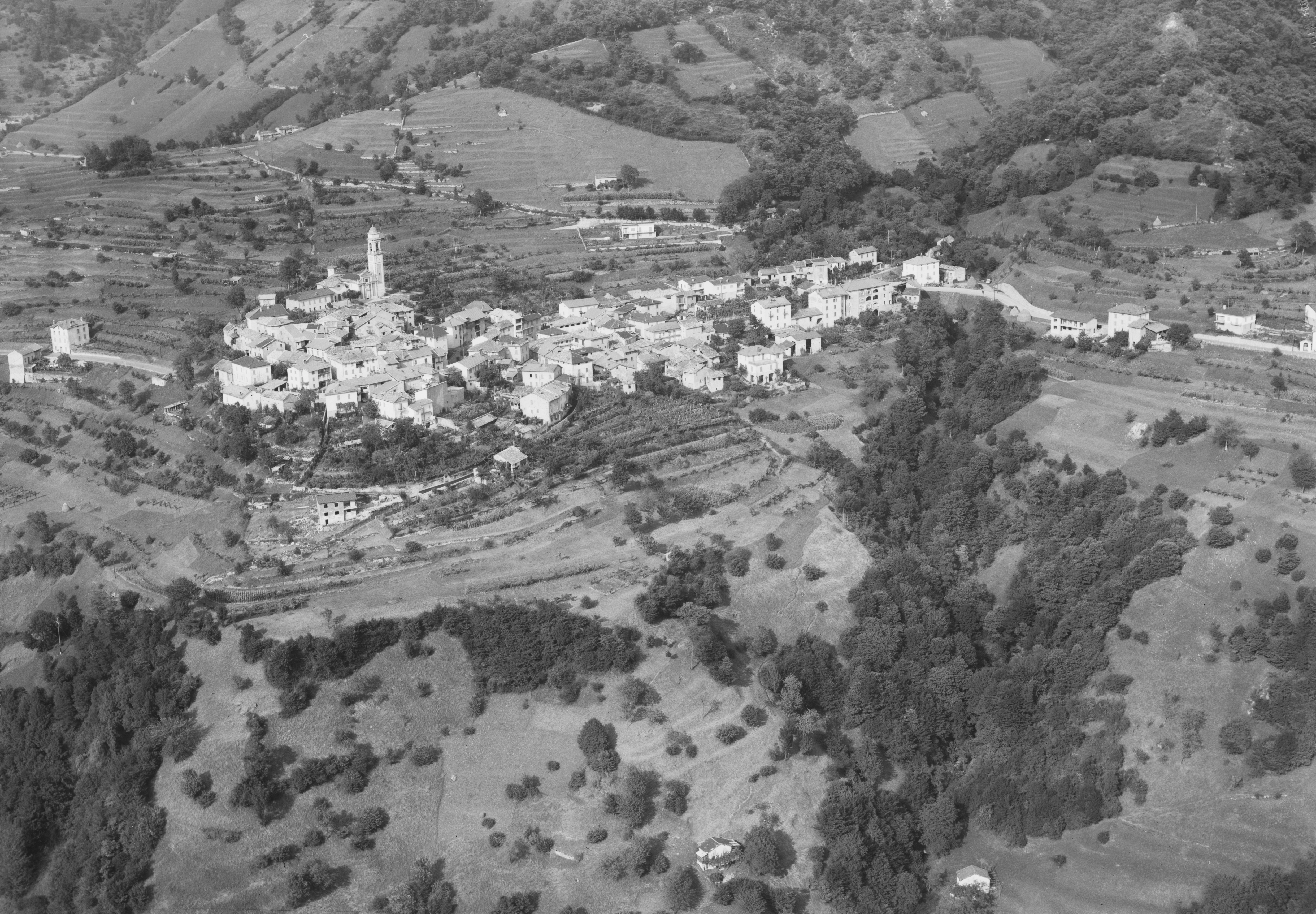
Vue aérienne (1964)